# 陳文鴻
陳文鴻博士，香港人，祖籍廣東省雲浮市新興縣；珠海學院一帶一路研究所長，曾任香港理工大學中國商業中心總幹事及香港大學亞洲研究中心研究員，亦曾加入匯點，為匯點六子之一。陳文鴻曾經到日本法政大學、慶應大學及澳洲阿德雷德大學訪問研究。

## 生平
- 1968年 於聖類斯中學中五畢業[5]，在校時曾於校內陸運會取得跳高項目第3名[6]
- 1970年 於英皇書院中六畢業
- 1972年 擔任香港大學《學苑》總編輯
- 1973年 於香港大學學士畢業
- 1975年 於中文大學碩士畢業
- 1984年 於澳洲弗林德斯大学博士畢業
- 1975年至1976年 於樹仁學院任教
- 1983年至1990年 於香港大學亞洲研究中心從事學術研究
- 1990年至1992年 於香港浸會大學任經濟系高級講師
- 1992年至2016年 於香港理工大學出任中國商業中心總幹事
- 1992年 出任世界銀行顧問
- 1994年至1997年 出任國務院港澳辦香港事務顧問

## 部份著作
- 《中國的經濟改革》（中文，上海三聯書店）
- 《中國改革開放之經濟》（日文，東京蒼蒼社）
- 《中國的出口奇跡》（英文，倫敦麥美倫出版社）

## 外部連結
- 陳文鴻@灼見名家 （页面存档备份，存于）